# Florhefe
Florhefe ist in der Weinbereitung diejenige Weinhefe, die sich mit einer Art Schaum (dem Flor) oben auf den gärenden Wein setzt. Diese Hefen-Anteile sind leichter als der Wein, schwimmen daher obenauf und müssen, damit sie nicht absterben, Sauerstoff vertragen können.

## Geschichte
Vor der modernen Taxonomie der Hefen durch Hugo Schanderl et al. bezeichnete man die Florhefedecke als „Mycoderma vini“. In der ersten umfassenden Systematisierung von Hefen von Stelling-Dekker heißt es:

„Ein starres Schema für die Einteilung der Arten ist überhaupt nicht zu geben; die aufgestellten Einheiten gehen häufig graduell ineinander über.“

In diesem Kontext wurden in der Literatur verschiedene Saccharomyces-Arten dem Sherrysierungsprozess zugeordnet: S. beticus, S. cheresanus, S. cheriensis, S. oviformis und S. oxidans. In ihrer taxonomischen Studie von 1971 vertritt Jacomina Lodder die Systemauffassung, dass alle diese Hefen nur Synonyme der Art Saccharomyces bayanus sind.

## Prozess

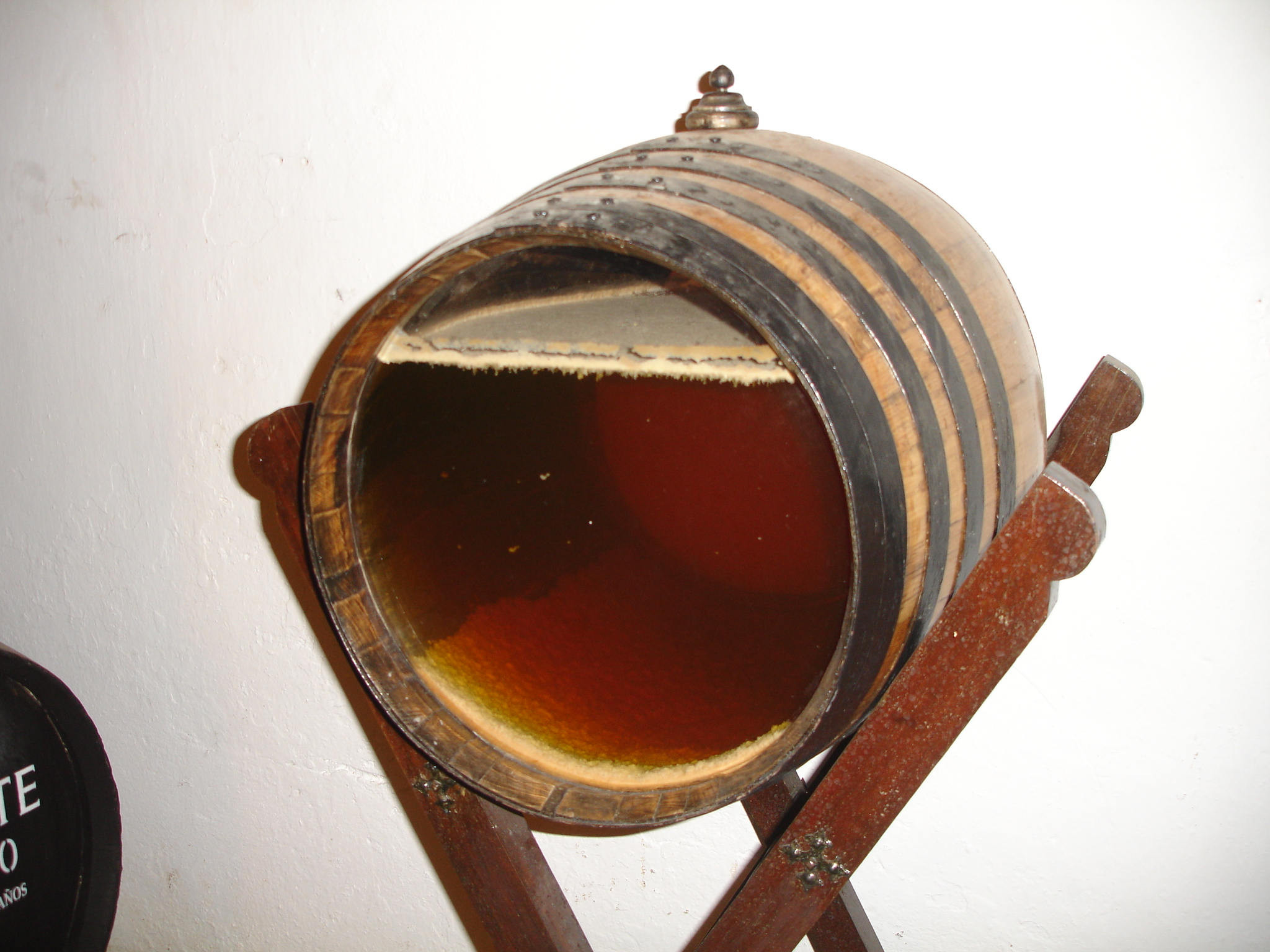
Florhefe-Schicht in einem Sherry-Fass mit Glasfenster

Bei den heute gängigen nicht-oxidativen önologischen Verfahren der Weinherstellung wird der Luftzutritt und damit die Sauerstoffversorgung der Zellen unterdrückt, um eine geschlechtliche Fortpflanzung durch Ascosporenbildung zu vermeiden. Im Rahmen der Sherry-Herstellung verfolgt man abweichende Ziele. Die Entwicklungsbedingungen werden so gewählt, dass sie denen der Hefen an ihren natürlichen Standorten (Oberfläche der Weinbeere) sehr nahe kommen. Die vegetative Vermehrung durch Sprossung führt zu einer aeroben Gärung.
Um eine Florhefedecke zu erzielen, werden die Behältnisse lediglich zu etwa 80 % befüllt. An der Oberfläche des Mostes bilden die Hefen zunächst kleine Inseln, die sich dann vergrößern, zusammenwachsen und letztendlich einen zusammenhängenden Zellverband bilden, der unterschiedlich dick sein kann.
Die Hauptgärung der Sherrymoste erfolgt aufgrund der hohen Mosttemperaturen im Süden Spaniens sehr stürmisch. Nach Ende der Hauptgärung wird der Jungwein auf 15,5 bis 16 Volumenprozent aufgespritet (→ Vino generoso), da bei einem geringen Alkoholgehalt die Veratmung des Alkohols durch starkes vegetatives Wachstum zu rasch stattfinden würde. Neben den erwünschten Hefen wären bei zu geringem Alkoholgehalt die Wachstumsbedingungen für Kahmhefen und Essigbakterien ebenfalls günstig, was zum Verderb des Weines führen würde. Im Falle einer zu starken Aufspritung käme die Alkoholtoleranz der Florhefen an ihre Grenzen.
Durch ihren aeroben Stoffwechsel lagern die Florhefen signifikant mehr Fett in der Zelle ein als bei anaerobem Stoffwechsel. In der Oberflächenvegetation des Flors stellen die Fettkugeln sogar einen deutlichen Anteil am Zellvolumen.
Florhefen spielen als unverzichtbare Helfer bei allen oxidativen önologischen Verfahren eine Rolle, insbesondere bei den Sherry- , Port und Juraweinen, bei denen sie in entscheidendem Maße geschmacksbildend wirken. Die Florhefen im Criadera-Solera-System von Jerez sind enorm wertvoll und werden durch den geringen Volumenwechsel erhalten und geschützt. Dieser geringe Durchsatz bestimmt unter anderem den Verkaufswert des Produkts.